# Stefano Manetti
Stefano Manetti (ur. 20 kwietnia 1959 we Florencji) – włoski duchowny katolicki, biskup Montepulciano-Chiusi-Pienza w latach 2014–2022, biskup Fiesole od 2022.

## Życiorys
Święcenia kapłańskie otrzymał 19 kwietnia 1984 i został inkardynowany do archidiecezji florenckiej. Po kilkuletnim stażu wikariuszowskim pracował jako duszpasterz młodzieżowej Wspólnoty św. Michała, a w latach 1995–2002 był proboszczem w Certaldo. W 2002 rozpoczął pracę jako ojciec duchowny florenckiego seminarium, a trzy lata później objął urząd jego rektora.
31 stycznia 2014 papież Franciszek mianował go ordynariuszem diecezji Montepulciano-Chiusi-Pienza. Sakry udzielił mu 25 marca 2014 metropolita Florencji – kardynał Giuseppe Betori.
21 kwietnia 2022 roku papież Franciszek mianował go biskupem Fiesole.